# Іонешешть
Іонешешть, Іонешешті (рум. Ionășești) — село у повіті Галац в Румунії. Входить до складу комуни Нікорешть.
Село розташоване на відстані 188 км на північний схід від Бухареста, 79 км на північний захід від Галаца, 140 км на південь від Ясс, 132 км на схід від Брашова.

## Населення
За даними перепису населення 2002 року у селі проживали 715 осіб, усі — румуни. Усі жителі села рідною мовою назвали румунську.